# Marie de Saxe (1799-1832)
Pour les articles homonymes, voir Marie de Saxe (homonymie).
Marie de Saxe, princesse de Saxe, née le 15 novembre 1799 à Dresde (Électorat de Saxe), morte le 24 mars 1832 à Pise (Italie).

## Biographie
Nièce du roi Frédéric-Auguste Ier de Saxe, fidèle allié de Napoléon qui paya chèrement son alliance avec la France impériale, elle est la fille de Maximilien de Saxe et de Caroline de Bourbon-Parme.
Le 6 mai 1817, elle épouse Léopold II, grand-duc de Toscane (1797-1870) alors prince de Florence.
De cette union naissent :
- Marie-Caroline de Habsbourg-Toscane (1822-1841)

- Auguste-Ferdinande de Habsbourg-Toscane (1825-1864), elle épouse en 1844 Luitpold de Bavière (1821-1912), troisième fils du roi Louis Ier de Bavière.

- Marie-Maximilienne de Habsbourg-Toscane (1827-1834).

À l'occasion de leur mariage, la sœur aînée de la princesse Marie, sa sœur Marie-Ferdinande de Saxe est présentée au grand-duc Ferdinand III, père de Léopold. Le vieux grand-duc, veuf, s’éprit de la princesse et l'épouse en 1821. 